# Tijgerkreek
Tijgerkreek è un comune (ressort) del Suriname di 2.899 abitanti.